# The Killers
The Killers  (['kɪlə(r)z] Убивці) — американський інді-рок гурт з Лас-Вегасу, сформований у 2001 році. Гурт складається з Брендона Флаверса (вокал, клавіші), Дейва Кьонінга (бек-вокал, гітара), Марка Стормера (бас-гітара, бек-вокал) та Ронні Вануччі-молодшого (барабани, ударні).
Гурт розпродав 5 мільйонів альбомів в США, 4.5 мільйонів альбомів у Великій Британії та понад 15 мільйонів в усьому світі.

## Історія

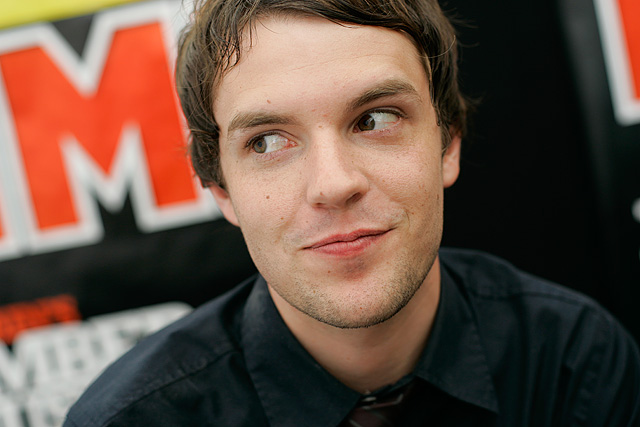
Брендон Флаверс, фронт-мен The Killers

Рок-гурт The Killers була створена в 2002 році в Лас-Вегасі чотирма учасниками — Брендоном Флауверсом (вокал, клавішні), Дейвом Кенінгом (гітара, вокал), Марком Стормером (бас) і Ронні Ваннуччі-молодшим (ударні). Свою назву хлопці взяли з кліпу New Order «Crystal» — вона була написана на ударних неіснуючого ансамблю, який фігурував в кліпі. Це був далеко не перший варіант назви колективу — спочатку вони планували назватися The Genius Sex Poets, але відмовилися від цієї ідеї.
До того, як четверо учасників створили гурт, вони встигли змінити кілька різних занять. Флаверс, який кинув коледж, певний час працював коридорним в готелі Gold Coast. Кенінг, уродженець штату Айова, переїхав до Лас-Вегасу в 2000 році, після того, як покинув навчання в університеті рідного штату. Деякий час він пропрацював продавцем в магазині Banana Republic, але це заняття йому досить швидко набридло. Марк Стормер підробляв кур'єром і розвозив медикаменти, а в основний час вивчав філософію в університеті. Ронні Ваннуччі займався по класу ударних в тому ж університеті, а паралельно підробляв фотографом і водієм велотаксі у величезному супермаркеті.

### Початок кар'єри
Формальний початок гурту було покладено, коли Флаверс, що залишився без свого першого гурту Blush Response відмовившись переїхати разом з ними в Лос-Анджелес, познайомився з Кенінгом. Спочатку Blush Response грали синті-поп — але після походу на концерт Oasis Флаверс вирішив, що потрібно рухатися у бік гітарної музики. Саме тому він відповів на оголошення Кенінга в газеті — той не тільки був гітаристом у пошуках гурту, але і вказував серед своїх улюблених музикантів все той же Oasis. Флаверс і Кенінг моментально зійшлися характерами і почали репетиції. Басистом у них тоді виступав сусід Кенінга, а за ударні сів ще один знайомий. Втім, довго ці басист з ударником не затрималися, і незабаром Флаверс і Кенінг залишилися удвох. І Стормер, і Ваннуччі грали в той час в інших місцевих гуртах. Коли Флаверс з Кенінгом звернулися до них з проханням приєднатися до їх гурту, обидва деякий час сумнівалися, чи варто робити це — обом музикантам гурт здавався занадто «зеленим». Втім, Ваннуччі зрештою вирішив вступити в The Killers, а Стормер досить швидко подружився з Флаверсом. Отже, він став останнім учасником гурту. Незабаром новий гурт вже відіграв свій перший концерт у клубі під назвою The Junkyard («Звалище»).
Поступово юний гурт почав привертати увагу різних агентів та представників лейблів. Зустріч з представником англійського відділу Warner Bros закінчилася начебто невдачею — контракт не був підписаний; однак представник узяв із собою демозапис до Англії, де показав її своєму другу, власнику одного незалежного лейбла. Той був вражений, і незабаром музиканти пакували валізи, вирушаючи до Англії. Там на них чекав контракт з Лондонським лейблом Lizard King Records, котрий до того ж мав контракт на розповсюдження своєї продукції через мережу більшої компанії Island Records.

### Hot Fuss
У червні 2004 року хлопці вже випустили свій дебютний альбом «Hot Fuss». Перший сингл «Somebody Told Me» спочатку пройшов непоміченим, але тут до справи підключився журнал NME, який засипав The Killers похвалами за їхні виступи в Англії. Другий сингл, «Mr. Brightside», вже потрапив у британський топ-10, а повторний випуск «Somebody Told Me» виявився повноцінним європейським хітом. Музика The Killers була переважно натхненна гуртами першої половини 80-х, які відігравали в напрямку під назвою new wave (нова хвиля) — переважно Duran Duran і New Order. Брендон Флаверс також говорив в інтерв'ю, що їх пристрасть до помпезного, стадіонного звучанню пояснюється тим, що вони з Лас-Вегаса — міста, в якому на перше місце завжди ставилися понти.
Завдяки постійним концертам і серії виступів на популярних телешоу як Англії, так і Америки, The Killers незабаром домоглися досить широкої популярності. Під час їхнього виступу на фестивалі Ґластонбері їм навіть пропонували стати хедлайнерами після того, як виступ Кайлі Міноуг довелося скасувати через те, що у співачки знайшли рак грудей, проте гурт відмовився — вони визнали, що в їх репертуарі поки недостатньо пісень для повноцінного хедлайнерского шоу. Замість головної сцени в останній день фестивалю, вони відіграли на ній же в найперший день. Попри таку скромність музикантів, спостерігачі зазначили, що виступ The Killers викликав серед глядачів фестивалю чи не найбільший ажіотаж. Цього ж літа вони виступили на шотландському фестивалі T in the Park, де Брендон Флаверс навіть вийшов на сцену разом зі своїми кумирами New Order, щоб виконати пісню «Crystal» — ту саму, з кліпу на яку The Killers запозичили свою назву. А відразу після цього вони вирушили до Відня, звідки починалася європейська частина масштабного турне інших героїв гурту, ірландської четвірки U2 — всю цю частину гастролей The Killers виступали на розігріві цих славних хлопців.
У липні 2005 року гурт також взяв участь у концерті Live 8 в Лондоні, де вони виконали пісню «All These Things That I've Done». Роббі Вільямс, який виступав слідом за ними, вставив у свою пісню одну з ключових рядків з виконаною ними пісні — він заспівав «I've got soul, but I'm not a soldier». Слідом цю ідею підхопили гурти Coldplay і U2 — і ті, і ті, вставили цей рядок у власні пісні, виступаючи з концертами в Лас-Вегасі, в той час, як музиканти The Killers знаходилися в залі. Пісня також потрапила на саундтрек до двох фільмів — «Матадор» Річарда Шепарда і «Казки півдня» Річарда Келлі.

### Sam's Town
Другий альбом The Killers «Sam's Town», названий на честь одного зі старих казино Лас-Вегаса, побачив світ у жовтні 2006 року. За словами гурту, альбом був присвячений тій Америці, що живе в міфах і легендах — буклет був оформлений прекрасними чорно-білими фотографіями знаменитого Антона Корбейна. Брендон Флаверс навіть заявив, що це буде «найкращий альбом за останні двадцять років». Перший сингл з альбому, «When You Were Young», дістався до другого місця британських чартів.

### Sawdust

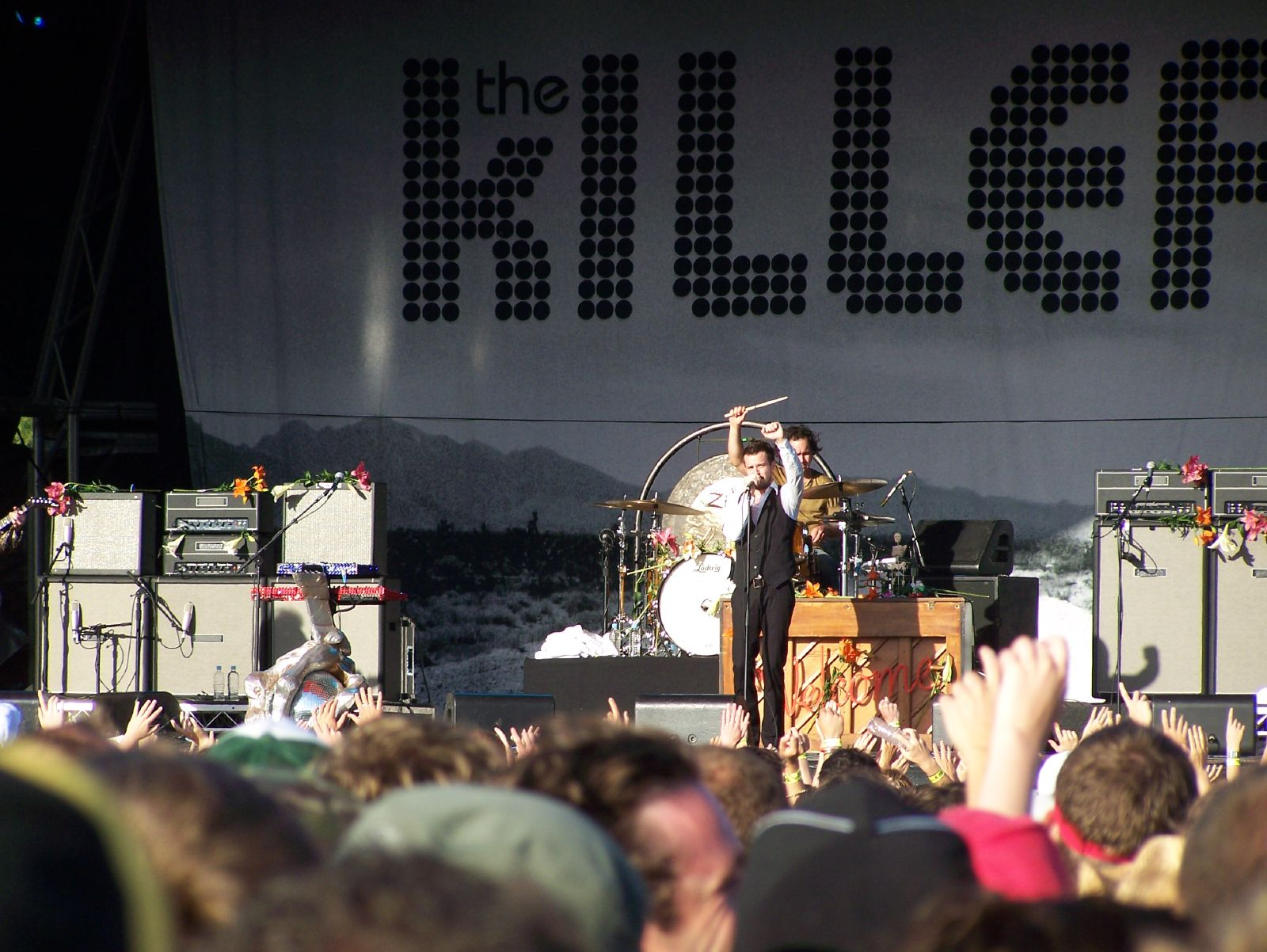
The Killers в 2007 році

У листопаді 2007 року вийшла збірка бісайдів Sawdust, що містила рідкісні пісні гурту, а також деякі саундтреки. Першим синглом з цього збірника стала пісня «Tranquilize», психоделічна рок-балада, записана за участю Лу Ріда. Для кавер-версій гурт вибрав пісні Joy Division, Dire Straits і The First Edition. Журнал Rolling Stone визнав Sawdust найкращою підбіркою бісайдів за останні десять років.

### Day & Age
Третій студійний альбом Day & Age вийшов 22 листопада 2008 року в Австралії (24 у Великій Британії, 25 листопада в США). Першим синглом стала пісня «Human», яка надійшла у продаж 30 вересня 2008 року.

### Battle Born
17 вересня 2012 року вийшов четвертий студійний альбом під назвою Battle Born. На підтримку альбому відбувся четвертий в кар'єрі The Killers концертний тур Battle Born World Tour, під час якого гурт вперше виступив в Україні.

## Дискографія

### Студійні альбоми
- Hot Fuss (2004)
- Sam's Town (2006)
- Day & Age (2008)
- Battle Born (2012)
- Wonderful Wonderful (2017)
- Imploding the Mirage (2020)
- Pressure Machine (2021)

### EP
- (Red) Christmas EP (2011)

### Збірки
- Sawdust (2007)
- Direct Hits (2013)
- Don't Waste Your Wishes (2016)

## Концерти в Україні
- 2 липня 2013, Київ, Палац спорту.[1]